# Bolsa amniótica
A bolsa amniótica ou âmnio é um dos anexos embrionários que alguns vertebrados (incluindo alguns répteis, algumas aves e alguns mamíferos) possuem durante o seu desenvolvimento embrionário. Os animais que possuem âmnio são designados amniotas.
O âmnio é uma bolsa em forma de saco que está repleta de líquido amniótico e tem uma função protetora, permitindo que o embrião se desenvolva num ambiente úmido, tal como acontece com os anfíbios e com os peixes que se desenvolvem na água, e por outro lado protegendo o embrião, amortecendo os choques térmicos e mecânicos.
O âmnio forma-se a partir de uma dobra interna da ectoderme e nos ovos dos répteis e das aves está envolto pelo alantocórion, ao passo que, nos mamíferos está envolto pelo córion, e este por sua vez pela placenta.
Em suma, o saco amniótico é similar a uma bolsa, preenchida com um liquido (o líquido amniótico), e tem como função proteger o feto de choques térmicos e mecânicos que podem ocorrer durante a gestação.
Os anfíbios não possuem bolsa amniótica, por isso são considerados pecilotérmicos.